# Brompton-on-Swale
Brompton-on-Swale è un villaggio e parrocchia civile dell'Inghilterra, appartenente alla contea del North Yorkshire.